# Садики Адониса

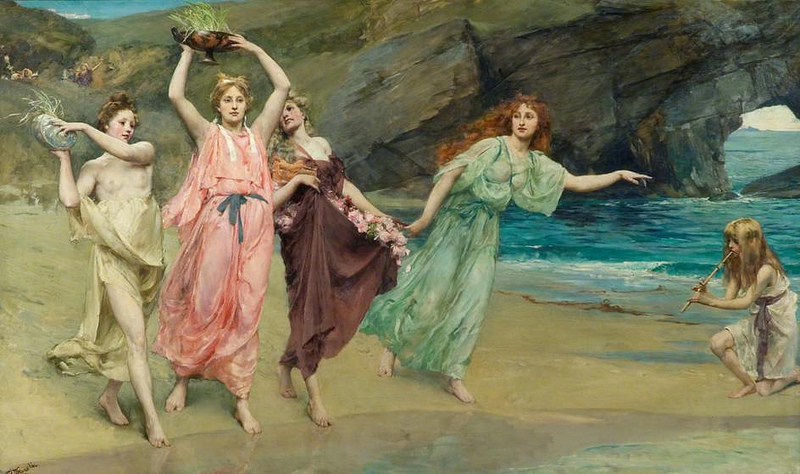
Женщины выбрасывают в море увядшие «сады Адониса». Картина Джона Вегелина, 1888

Садики Адониса — один из элементов культа Адониса — наполненные землёй сосуды или корзины, в которые высаживались быстроувядающие декоративно-лиственные или цветущие растения.
Высадка садиков Адониса в разное время приурочивалась к различным событиям: к адониям — мистериям Адониса, проходившим в Афинах в середине лета, так и к сезонным изменениям природы — в эллинистическом Египте садики высаживались поздней весной и ранней осенью.
Быстро распускавшаяся и затем так же быстро увядающая зелень символизировала смерть и воскрешение Адониса, подобно Персефоне проводившего часть времени в подземном царстве Аида (корни растения, скрытые зимой), а часть — на земле (зелёные части весной и летом).
Адонии и их атрибут — садики Адониса упоминаются в различных античных источниках, например, у Феокрита, описавшего празднование адоний в Александрии времён Птолемея II Филадельфа (перевод Ф. Ф. Зелинского):
Ложе Киприде — одно, а Адонису-свету — другое.

Перед ложами — столы с угощениями для блаженной четы:

Все здесь лежит на столах, что в ветвях плодоносных поспело;

Садики нежные тут же в серебряных вижу корзинках.
В эллинистической Финикии, в первую очередь в Библе, откуда греками был заимствован культ Адониса, также высаживали садики Адониса, однако они там засевались хлебными злаками и латуком, что отражало большую связь исходного культа с культом плодородия.
В дальнейшем, особенно в средневековой литературе, садики или сады Адониса — метафора непрочного, быстро преходящего и доставляющего лишь кратковременное удовольствие, — в этом значении сады Адониса упоминаются в «Похвале глупости» Эразма Роттердамского.